# Marghera
Marghera is een plaats (frazione) in de Italiaanse gemeente Venezia.

## Geboren
- Ivano Bordon (1951), voetballer

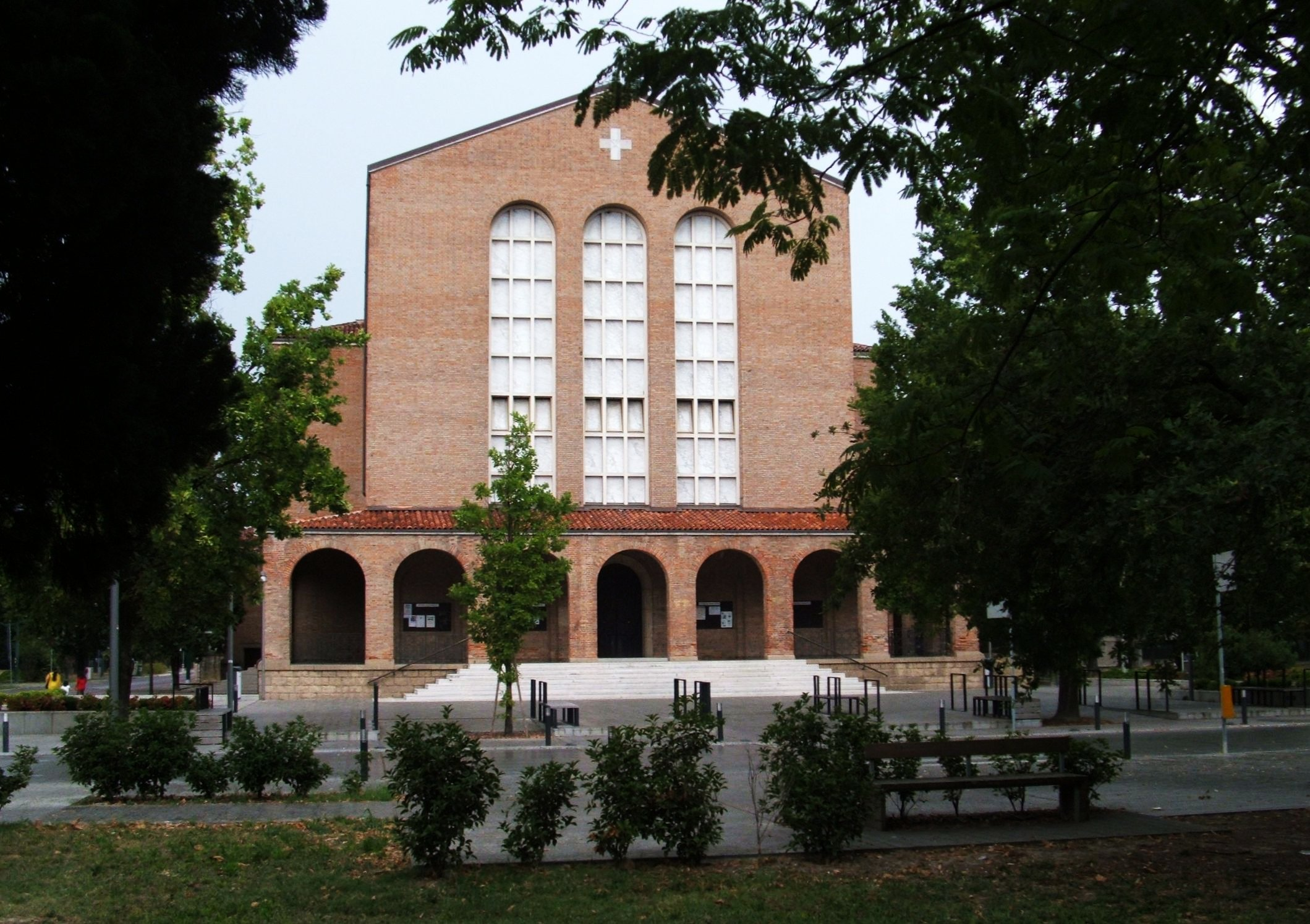
Kerk van Sant'Antonio, Marghera